# فینال جام حذفی فوتبال اسپانیا ۲۰۲۲
فینال جام حذفی فوتبال اسپانیا ۲۰۲۲ صد و بیستمین فصل از رقابت‌های کوپا دل ری است. این مسابقه در تاریخ ۲۴ آوریل ۲۰۲۲ بین رئال بتیس و والنسیا در ورزشگاه ده لا کارتوخا برگزار شد. که در نهایت رئال بتیس در ضربات پنالتی با نتیجه ۵ بر ۴ پیروز شد.